# Бассет, Жильбер
Жильбер (Гилберт) Бассет (англ. Gilbert Basset; ум. до 1154) — англонормандский аристократ, предполагаемый родоначальник ветви Бассетов из Хидингтона и Уоллингфорда.

## Биография
Жильбер происходил из аристократического рода Бассетов. Точное происхождение рода не установлено. Первый достоверно его известный представитель, Ральф Бассет, юстициарий короля Англии Генриха I Боклерка, был не очень знатен, Ордерик Виталий называет его среди тех, кого Генрих I возвысил «из праха». Уильям Риди во введении к изданию чартеров Бассетов указывает, что родовое прозвание происходит от старофранцузского слова basset, которое обозначает низкий рост. Ордерик Виталий, описывая кампанию, которую проводил Жоффруа V Плантагенет в 1136 году в Нормандии, указывает, что он напал на «замок Мостероло», добавляя, что оно принадлежало Ральфу Бассету. Этот замок идентифицируется с Монтрёй-о-Ульм в Нормандии недалеко от Донфрона в современном французском департаменте Орн. Недалеко от него располагалось аббатство Святого Эвруля, в котором был монахом Ордерик и которому покровительствовал Ральф. В 1086 году в «Книге Страшного суда» указан некий Ральф Бассет, который держал от Роберта (I) д’Уийли маноры Марсворт в Бакингемшире и Тискот в Хартфордшире. Бассет мог быть связан с Робертом д’Уийли и в Нормандии, поскольку тот, возможно, прибыл в Англию из Уийли-ле-Бассета.
Если упоминаемый в «Книге Страшного суда» Ральф Бассет не был одним лицом с юстициарием Ральфом Бассетом, то не исключено, что он мог быть его отцом. В «Книге Страшного суда» упоминается ещё двое Бассетов — Уильям и Ричард, однако неизвестно, какие родственные отношения их связывали с Ральфом. Сам юстициарий владел землями в Монтрёе, которые в 1150 году составляли 2 английских манора, а также в Уоллингфорде и Колстон Бассете.
Точные родственные связи Жильбера Бассета с другими представителями рода в прижизненных источниках не указываются. Уильям Риди, который занимался исследованием хартий, подписанных представителями рода Бассетов, предположил, что он мог быть братом юстициария Ральфа Бассета.
В источниках имя Жильбера встречается лишь однажды: он вместе с Ральфом Бассетом засвидетельствовал хартию, датированную 25 декабря 1109 года, которой король Генрих I подтвердил собственность аббатство Эйншем.
Вероятно он умер до 1154 года.

## Брак и дети
В прижизненных источниках нет информации о жене и детях Жильбера, но по предположению Уильяма Риди его детьми были:
- Томас Бассет (I) из Хидингтона в Оксфордшире (ум. после 1180/1182), шериф Оксфордшира в 1163—1164 годах, юстициарий[13][6].
- Джоан Бассет (ум. 1160/1162); 1-й муж: Ги Фиц-Пейн де Ридал; 2-й муж: с ок. 1152 Симон де Жерармулин; 3-й муж: Обри (Альберик) II де Мелло (ум. 1129), граф де Даммартен, камергер Франции 1122—1129[6].

Также не исключено, что у него был ещё один сын:
- Фульк Бассет (ум. после 1180/1182)[6].